# جوزيف إي. مكدونالد
جوزيف إيوينغ ماكدونالد (بالإنجليزية: Joseph E. McDonald) (29 أغسطس 1819 – 21 يونيو 1891)، كان سياسيًا أمريكيًا، شغل منصب نائب في مجلس النواب وسيناتور عن ولاية إنديانا. كما تولّى منصب ثاني مدّعٍ عام في تاريخ ولاية إنديانا، وسعى دون نجاح لنيل ترشيح الحزب الديمقراطي لرئاسة الولايات المتحدة في انتخابات عام 1884.

## الحياة والمسيرة المهنية
وُلد جوزيف إيوينغ ماكدونالد في مقاطعة بتلر بولاية أوهايو، وهو ابن إليانور (بيايت) وجون ماكدونالد. انتقل مع والدته إلى مقاطعة مونتغومري بولاية إنديانا في عام 1826، وتعلّم حرفة صناعة السروج في سن الثانية عشرة بمدينة لافاييت، إنديانا. التحق بكلية واباش في مدينة كروفوردسفيل، ثم تخرّج عام 1840 من جامعة إنديانا أسبرى (التي أصبحت لاحقًا جامعة ديباو في مدينة غرينكاسل).
عمل ماكدونالد في نفس العام في مشروع قناة واباش وإيري. درس القانون في مدينة لافاييت وقبل في نقابة المحامين عام 1843، وبدأ ممارسة المهنة. شغل منصب المدعي العام بين عامي 1843 و1847، وفي العام الأخير انتقل إلى كروفوردسفيل حيث واصل عمله في المحاماة حتى عام 1859.
انتُخب ماكدونالد عضوًا ديمقراطيًا في الكونغرس الحادي والثلاثين، حيث خدم من 4 مارس 1849 حتى 3 مارس 1851، ولم يترشح لإعادة الانتخاب في 1850. وفي عام 1856، انتُخب مدّعيًا عامًا لولاية إنديانا وأعيد انتخابه في 1858. انتقل في عام 1859 إلى مدينة إنديانابوليس، حيث أسّس شراكة قانونية مع القاضي السابق في المحكمة العليا لإنديانا، أديسون روش.
في عام 1864، خاض ماكدونالد انتخابات حاكم ولاية إنديانا دون أن ينجح. وفي عام 1875، انتُخب عضوًا في مجلس الشيوخ الأمريكي، وخدم حتى عام 1881، لكنه فشل في نيل إعادة انتخابه. أثناء خدمته في مجلس الشيوخ، ترأس لجنة الأراضي العامة خلال الكونغرس السادس والأربعين.
سعى ماكدونالد للحصول على ترشيح الحزب الديمقراطي للرئاسة خلال المؤتمر الوطني الديمقراطي لعام 1884 في شيكاغو، لكنه خسر أمام حاكم نيويورك غروفر كليفلاند.
توفي ماكدونالد في إنديانابوليس عام 1891، ودُفن في مقبرة كراون هيل.